# Karak
|  | Denne artikel omhandler skibstypen. For byen i Jordan også kaldt Al-Karak, se Kerak. For øen i Den Persiske Bugt, se Kharg. |
Karak er et sejlskib med 3 eller 4 master, som blev anvendt i 1400- og 1500-tallet især af spaniere og portugisere som handelsskib. Skibet er udviklet af portugiserne.[kilde mangler]